# Unknown Road
Unknown Road es el segundo álbum de estudio de la banda de punk californiana Pennywise. 
Salió a la venta a mediados de 1993, y es el segundo disco más vendido del grupo tras About Time.

## Lista de canciones
1. "Unknown Road" – 2:46
2. "Homesick" – 2:17
3. "Time to Burn" – 2:19
4. "It's Up to Me" – 3:16
5. "You Can Demand" – 2:17
6. "Nothing" – 2:33
7. "Vices" – 2:03
8. "City Is Burning" – 2:12
9. "Dying to Know" – 3:04
10. "Tester" – 3:14
11. "Try to Conform" – 2:40
12. "Give and Get" – 2:01
13. "Clear Your Head" – 15:44

## Personal
- Jim Lindberg – voz
- Fletcher Dragge – guitarra
- Randy Bradbury - bajo
- Jason Thirsk – bajo (Canciones 4 y 10)
- Byron McMackin – batería

- Datos: Q2713138